# Copacabana (musical)
Copacabana was een musical gebaseerd op de gelijknamige hit van Barry Manilow.

## Beschrijving
Copacabana is een musical comedy die zich afspeelt in de nachtclubscene van de jaren 40. De productie gaat over een ambitieuze songwriter, Stephen, en de nachtclubdanseres Lola.
De Nederlandstalige versie werd geproduceerd door Mark Vijn en Erwin van Lambaart met in de hoofdrollen Danny de Munk, Cystine Carreon en Edwin Jonker. De productie werd geregisseerd door Craig Revel Horwood, de muzikale leiding was in handen van Jeroen Sleijfer en de teksten werden vertaald door Coot van Doesburgh. 
De musical werd in 2003 genomineerd voor een Musical Award in de categorie ANWB Publieksprijs voor Beste Musical.

## Samenvatting
Het verhaal begint met Stephen, een jonge songwriter die er van droomt om een hit-musical te componeren.
Zijn fantasie neemt hem mee naar het jaar 1947 wanneer hij een verhaal creëert om het leven van een ambitieuze jonge ster genaamd Lola La Mar. Ze komt in New York vanuit Tulsa om een ster te worden. Ondertussen is Tony, een incarnatie van Stephen, aan het proberen om het te maken als songwriter tijdens het zijn bardienst bij de beroemde Copacabana Nightclub.
Tony wordt meteen verliefd als Lola de club binnen komt. Hij introduceert haar, samen met Gladys, een “Copa Girl” aan de eigenaar van de club, Sam Silver, om haar aan een baan te krijgen als Copa Girl. De twee proberen het in New York te maken in hun eigen werkveld, maar het gaat ze niet gemakkelijk af. Nadat Tony helpt met het verbeteren van een geschreven nummer van haar vorige muziekleraar worden ze verliefd. Tony schrijft een nummer voor haar terwijl zij luistert.
Stephens stem wordt gehoord als hij de gebeurtenis verteld terwijl Rico Castelli, een Italiaanse gangster van Cuba, de Copacabana binnenkomt met de afstervende ster Conchita Alvarez. Sam confronteert Rico over het verdwijnen van zijn Copa Girls, elke keer als Rico naar de club komt, en dwingt hem te vertrekken. Maar Rico blijft, dankzij zijn bende, net lang genoeg om een interesse te kweken in Lola La Mar. Hij drogeert haar en vliegt haar naar Havana, Cuba, zodat ze in zijn eigen nachtclub kan zingen, de Tropicana.
Eenmaal in Havana informeert Rico Conchita dat ze vervangen gaat worden door een nieuwe, jongere actrice: Lola. Gefrustreerd en boos gaat Conchita naar Lola om haar “Welkom” te heten. Terug in de Copacabana leren Tony, Sam en Gladys dat Lola ontvoerd is en meegenomen naar Cuba. Tony gaat haar onmiddellijk redden, en na wat overtuigen van Gladys gaat Sam mee.  Conchita was eerst Lola aan het bedreigen maar zag in dat ze eigenlijk een slachtoffer was en behandelt haar met sympathie in plaats van haat. We zien Stephen weer, in zijn eigen tijd. Hij uit zijn liefde voor Lola, ook al is ze maar een wezen van zijn fantasie.
Tony en Sam zijn nu in Cuba en vragen Conchita om haar hulp. Ze stemt in en doet alsof ze Lola helpt om haar vervanging te worden, terwijl ze tegen Lola zegt dat ze mee moet werken en doen alsof. Richting het einde van de Tropicana performance van ‘El bravo’ komt Tony het toneel op gerend en is weer herenigd met Lola. Vlak achter hem komt Rico met een geweer tevoorschijn en hij richt het op Tony. Dan hoort men een schot en Rico valt op de grond. Conchita red Tony en Lola van jaren vol gevaar, en schiet haar liefde Rico dood.
Tony en Lola zijn herenigd en gaan gelukkig terug naar de Copacabana.
Terug in het heden, Stephen heeft zijn nummer geschreven. Zijn vrouw Samantha vraagt hem om zich om te kleden voor hun jaarlijks diner. Stephan realiseert zich dat Lola een incarnatie van zijn vrouw is en vindt een nieuwe liefde in haar. Haar ouders waren de basis van Sam en Gladys. Ze verschijnen ook en hij realiseert zich dat zijn fantasie een uitgewerkte realiteit had gevormd. 

## Rolverdeling
| Rol                | Uitvoerende(n)                          |
| ------------------ | --------------------------------------- |
| Samatha/Lola Lamar | Cystine Carreon                         |
| Understudy         | Vanessa Timmermans, Regi Severins       |
| Stephen/Tony Forte | Danny de Munk                           |
| Understudy         | Axel de Graaf                           |
| Gladys Murphy      | Jacqueline Aronson, Lone van Roosendaal |
| Understudy         | Carolien Canters                        |
| Sam Silver         | John Leddy, Herman van Baar (alternate) |
| Understudy         | Peter van Dosselaer                     |
| Conchita Alvarez   | Sophia Wezer, Sonja Silva (alternate)   |
| Understudy         | Roeselien Wekker                        |
| Rico Castelli      | Edwin Jonker                            |
| Understudy         | Stephen Stephanou, Patrick Kiens        |

| Rol              | |
| ---------------- | --- |
| Ensemble vrouwen | Mieke Dijkstra (Peggy), Yvon Eggen (Lily/Latin Couple), Regi Severins (Tricia), Vanessa Timmermans (Misty), Caroline Beuth (Iris), Carolien Canters (Frederique), Roeselien Wekker (Robin), Anouk van Kooijk (Amanda/Latin Couple), Fleur van de Water (Lana Turner/Latin Couple), Joyce Stevens                                     |
| Ensemble mannen  | Martin van Bentem (Luïs/Latin Couple), Stephen Stephanou (McManus/Auditant), Ferry de Graaf (Mardy/Lana Turners escort), Patrick Kiens (Skip/Latin Couple/Carlos), Peter van Dosselaer (Maître D'/Mr. Brill), Gerhard Kamphuis (Alec), Axel de Graaf (Willy), Alex Frei (Darren/Latin Couple/Auditiepianist), Paul Boereboom (Neill) |
| Swing            | Mieke Dijkstra, Gerhard Kamphuis |
| Dance Captain    | Peter van Dosselaer |